# Feira do Livro de Leipzig
A Feira do Livro de Leipzig é atualmente a segunda maior feira do livro da Alemanha, atrás apenas da Feira do Livro de Frankfurt. É uma das feiras mais conhecidas da cidade de Leipzig, juntamente com a exposição da indústria automobilística Auto Mobil International e a feira internacional de exposição de mostruário Mustermesse, que continuou existindo após a Reunificação Alemã e é a feira mais conhecida da cidade. A Feira do Livro acontece anualmente em metade de março no Pavilhão de Exposições de Leipzig.
No âmbito da Feira do Livro de Leipzig acontece a festa da leitura Leipzig Lê (Leipzig liest), que promove a interação entre autores e leitores. Além disto, estão integrados à Feira do Livro de Leipzig a Convenção de Mangá (Manga-Comic-Convention) e a Feira de Livros Antigos (Leipziger Antiquariatsmesse).

## Perfil

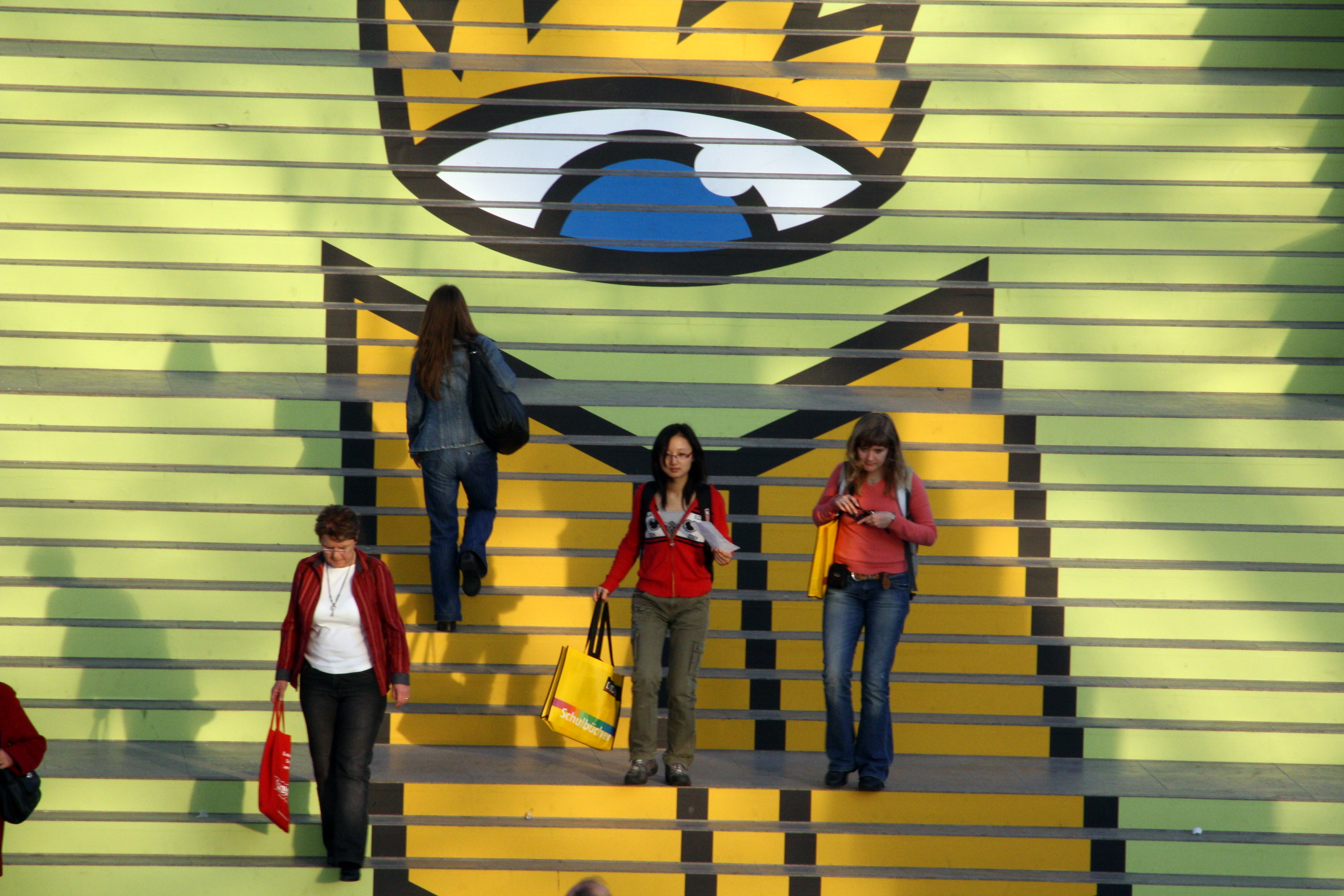
Escadaria colorida no Salão de Vidro no Pavilhão de Exposições de Leipzig

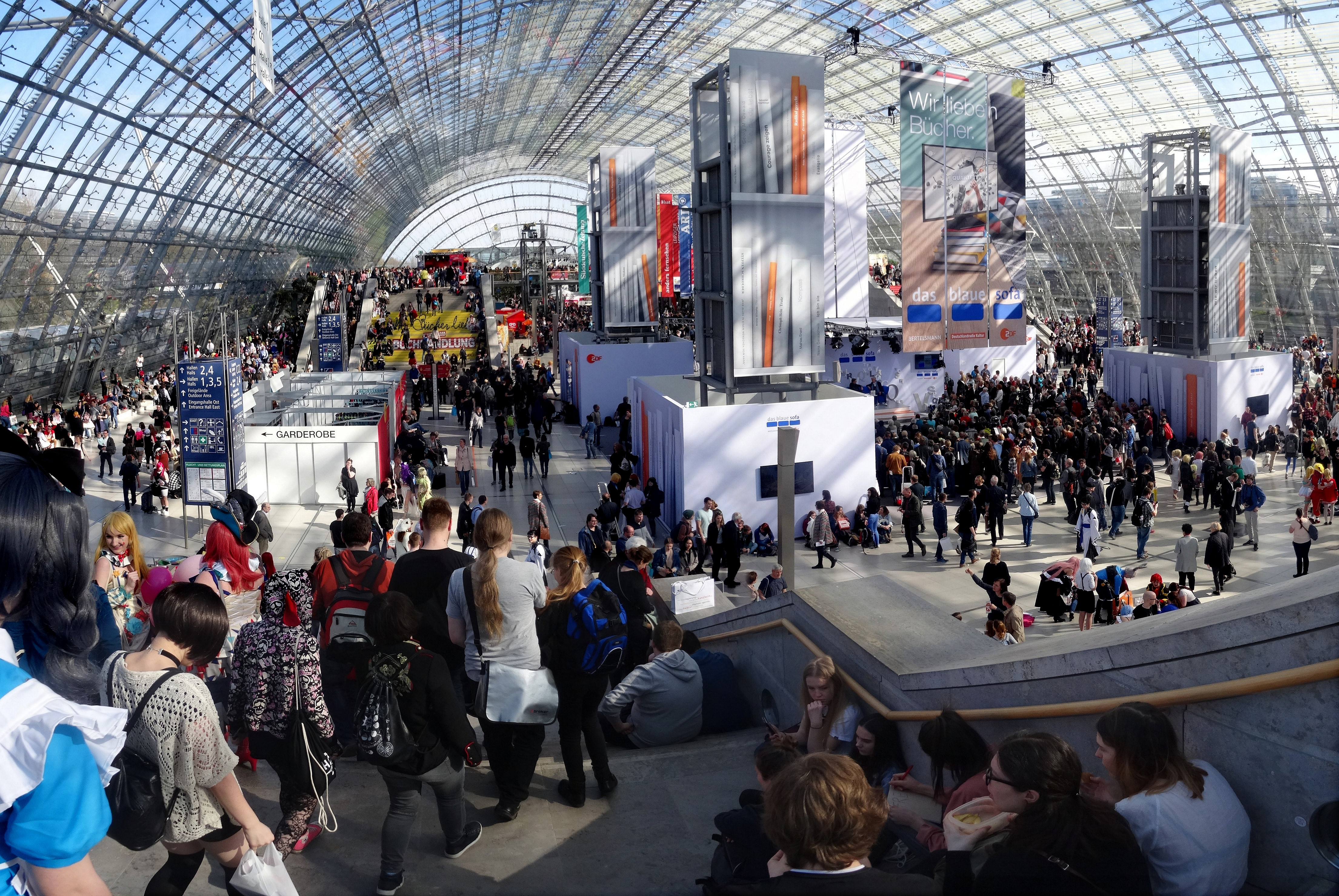
Salão de Vidro lotado durante a Feira do Livro de 2017

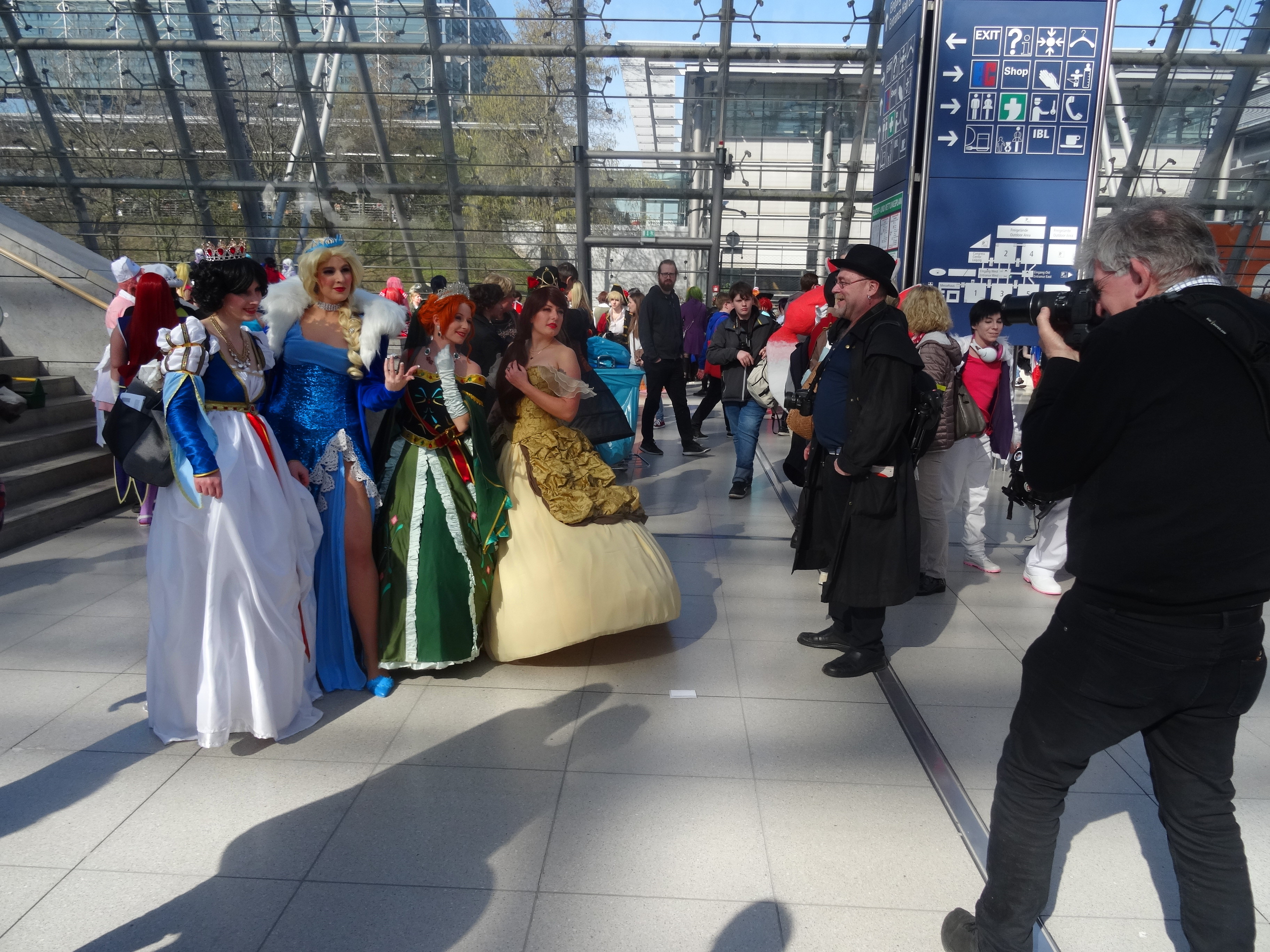
Cosplayers na Feira do Livro em Leipzig em 2017

A Feira do Livro de Leipzig é o primeiro encontro do setor no ano e a apresenta os lançamentos da primavera, sendo considerada um importante impulso para o mercado livreiro. Profissionais da área estão presentes especialmente durante o primeiro dos quatro dias de feira (quinta-feira). Para sobreviver diante concorrência da Feira do Livro de Frankfurt, onde o volume de encomendas realizadas é bem maior, a Feira do Livro de Leipzig precisou se reinventar. Por isso, ela é hoje, acima de tudo, uma “feira voltada ao público, que coloca o encontro entre o autor e o visitante em primeiro lugar".
A proximidade com o leitor se expressa especialmente através do festival de leitura Leipzig Lê (Leipzig liest), criado pela Feira do Livro de Leipzig e parceiros, como o conglomerado de mídia alemão Bertelsmann, a associação de livreiros Börsenverein des Deutschen Buchhandels, a rede de telecomunicações MDR e a cidade de Leipzig. Com aproximadamente 3.600 eventos no ano de 2019 (sessões de leituras, falas de autores etc.) e 74.000 visitantes durante os quatro dias de feira em toda a cidade em 2018, especialmente no Pavilhão de Exposições, é considerado o maior festival do gênero em toda a Europa.
O ambiente da feira costuma ser descrito pelos visitantes como familiar e descontraído. Graças ao seu foco no leitor, a feira é bem aceita também por leitores muito jovens e conta com a participação de inúmeros (geralmente jovens) cosplayers, que apresentam um concorrido cenário fotográfico durante os dias de feira. Para que a Feira do Livro possa usufruir deste potencial, desde 2014 a Manga-Comic-Convention acontece no espaço da Feira, dentro do Pavilhão de Exposições.
Novos formatos de publicação e novos métodos de leitura costumam estar entre os temas centrais da Feira do Livro de Leipzig. A tendência do audiolivro, por exemplo, foi reconhecida rapidamente e incorporada ao seu conceito.

## Programação paralela
Atualmente a Feira também apresenta um entorno focado na mídia. São destaques: a entrega do Prêmio da Feira do Livro de Leipzig (Preis der Leipziger Buchmesse, de 2002 a 2004 chamado Deutscher Buchpreis), a entrega do Prêmio do Livro pelo Entendimento na Europa (Leipziger Buchpreis zur Europäischen Verständigung) e a divulgação das indicações ao Prêmio Alemão de Literatura Juvenil (Deutscher Jugendliteraturpreis). Também a entrega do Prêmio de Incentivo à Leitura Leipziger Lesekompass, oferecido em conjunto com a Fundação Ler (Stiftung Lesen), faz parte da programação da Feira desde 2012. Desde 2013, paralelamente à Feira do Livro de Leipzig acontece a Roda de Autores de Leipzig (Leipziger Autorenrunde). Desde 2015, na tarde de domingo, acontece a apresentação do Coral da Feira do Livro (Buchmessechor), composto por leigos somados ao coral rede de telecomunicações MDR (MDR-Rundfunkchor). Uma oficina de mídia, voltada para criação de conteúdos próprios ("Werkstatt Plus"), direcionada especialmente a alunos de escolas, foi introduzida em 2019.

## História

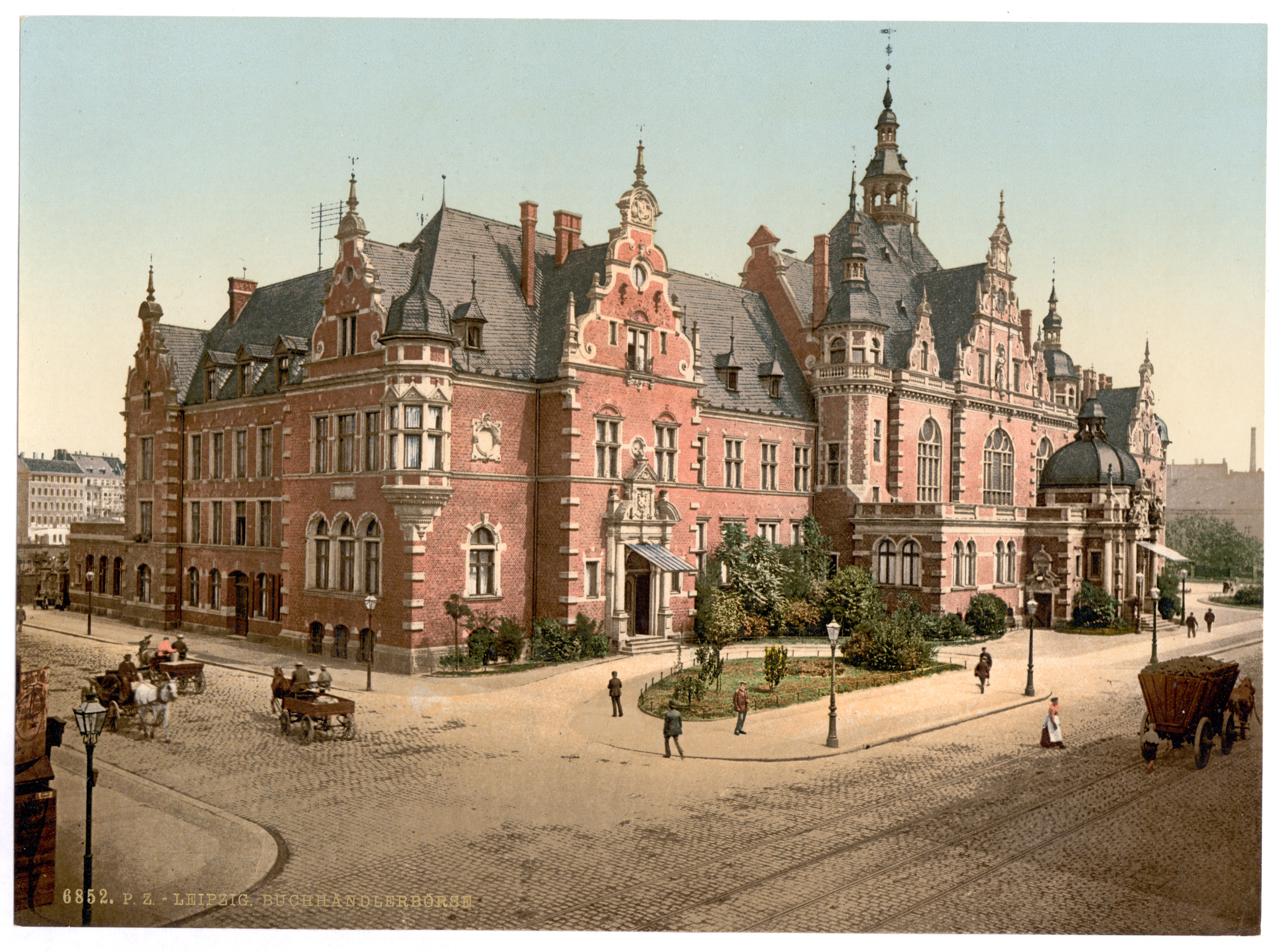
Casa do Livreiro (Buchhändlerhaus) na antiga rua Hospitalstraße (atualmente Prager Straße), por volta de 1900

A história da Feira do Livro de Leipzig remete ao século XVII. Em 1632, o número de livros apresentados ultrapassou pela primeira vez o da Feira do Livro de Frankfurt. Especialmente no século XVIII, a cidade de Leipzig com suas editoras (como a  Philipp Erasmus Reich) e livrarias representava o centro do moderno mercado livreiro  alemão. A liderança da Feira do Livro de Leipzig durou até 1945, somente depois desta data ela foi ultrapassada pela Feira do Livro de Frankfurt. Ainda assim, também durante o período em que fazia parte da Alemanha Oriental, a Feira do Livro se manteve um importante ponto de encontro para amigos do livro e livreiros do leste e do oeste. Editoras do lado ocidental passaram a ser representadas  a partir de 1952.  O pavilhão de exposições localizado no centro da cidade (Messehaus am Markt) passou a oferecer 8000 m² de área  a partir de 1963, enquanto Frankfurt tinha à disposição 22.000 m². Desde 1973 a Feira acontece na primavera. Jornalistas da Alemanha Ocidental visitavam a Feira e a usavam como "termômetro político-cultural". Diferente da Feira de Frankfurt, em Leipzig qualquer pessoa tinha acesso total à Feira;  em Frankfurt, havia (e ainda há) dias reservados para público especializado. Porém a curiosidade do público nem sempre era saciada: na primavera de 1965, 800 títulos foram apresentados somente como protótipos, já que as editoras da Alemanha Oriental recebiam seu fornecimento anual de papel apenas no mês de abril. Os livreiros também nem sempre podiam usufruir da Feira, já que não se imprimia em quantidades que suprissem as encomendas. A tolerância das editoras da Alemanha Ocidental diante do furto de livros era conhecida: o escritor Uwe Tellkamp retratou este fato em seu romance Der Turm (A Torre). As sessões de leitura no entorno da Feira do Livro, que atualmente acontecem em grande número, antigamente eram raras; a média nos anos 90 era de 30 eventos contando com um público de 2000 pessoas. A Primeira Feira do Livro Alternativa de Leipzig (Erste Alternative Buchmesse Leipzig, em 1990, introduziu como programação paralela um grande número de sessões de leitura e encontros com os autores - mais tarde esta seria transformada no grande evento Leipzig liest (Leipzig Lê).
Depois da época de transição entre os dois regimes na Alemanha Oriental (Wende) e da mudança do espaço central Messehaus am Markt para o novo pavilhão de exposições em 1998, iniciou um novo crescimento da Feira, que até hoje registra aumento em seus índices. Como complemento à programação da Feira do Livro, desde 1995 acontece simultaneamente também a Feira de Livros Antigos de Leipzig (Leipziger Antiquariatsmesse).

## Balanço desde 2008

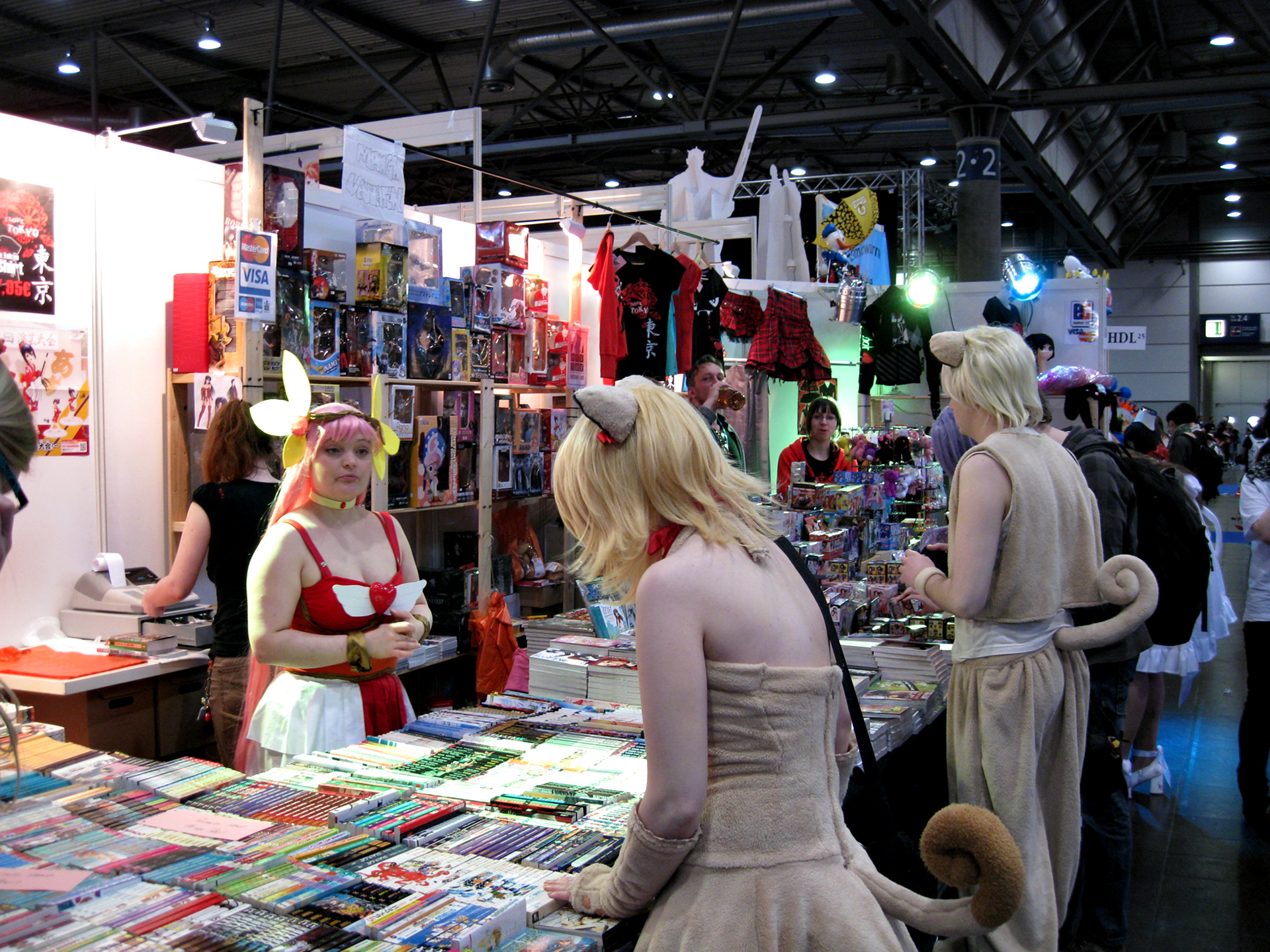
Estande com artigos de merchandising de séries de animê e mangá, Feira do Livro de Leipzig de 2012

Em 2008, com 129.000 visitantes e 2.345 editoras de 39 países, a Feira registrou um novo recorde (mais 1,6 por cento), ao menos no que diz respeito ao número de visitantes, , enquanto o número de expositores havia diminuído levemente.
Em 2009 a Feira do Livro de Leipzig foi aberta com a entrega do Prêmio do Livro pelo Entendimento na Europa (Leipziger Buchpreis zur Europäischen Verständigung) ao historiador alemão Karl Schlögel. Em 12 de março o prêmio da Feira do Livro de Leipzig foi entregue a Eike Schönfeld (categoria tradução) pela tradução de "Humboldts Gift", de Saul Bellow, ao cientista político Herfried Münkler por “Die Deutschen und ihre Mythen” (Os alemães e seus mitos, trad. livre) (categoria não ficção) e à escritora Sibylle Lewitscharoff pelo romance “Apostoloff” (categoria ficção). A Feira contou com 2.135 expositores de 38 países e esteve aberta ao público de 12 a 15 de março. Entre os temas principais estavam as mudanças políticas na Alemanha Oriental e no leste europeu. De acordo com informações da direção da Feira, foram contados 147.000 visitantes, um aumento de 14% em relação a 2008. Os organizadores continuam acreditando na consolidação da Feira.[carece de fontes?]
Em 2010, o número de expositores caiu para 2.071, vindos de 39 países, mas ao mesmo tempo o número de visitantes continuou subindo, chegando a 156.000, dentre eles, 45.000 do público especializado.
Em 2011 foi alcançado novamente o mesmo número de expositores de 2009: 2.150 expositores de 36 países. O índice de visitantes também subiu em relação ao ano anterior: 163.000 no total, dentre eles, 45.000 do público especializado.
A Feira do Livro de Leipzig de 2012 aconteceu de 15 a 18 de março de 2012. No total, participaram 2071 editoras de 44 países. A média de público do ano anterior foi mantida, com o registro de 163.500 visitantes.[carece de fontes?]
Com 175.000 visitantes, a Feira do Livro de 2014 bateu um novo recorde. Aproximadamente 31.000 destes, vieram para a Manga-Comic-Convention.
O tema da Feira do Livro de 2015 foi 1965 a 2015: Alemanha – Israel, homenageando assim a relação singular entre os dois países. Inúmeros autores de Israel e da Alemanha falaram sobre passado, presente e futuro deste relacionamento particular.
Com 208.000 visitantes a Feira do Livro de 2017 bateu um novo recorde. Aproximadamente 105.000 visitantes visitaram também a Manga-Comic-Convention.
Somente em 2018 a Feira do Livro de Leipzig não bateu recorde de público. Devido a condições climáticas ruins e interrupções na estação ferroviária central de Leipzig, provocadas por um inesperado e rigoroso retorno do inverno, apenas 197.000 visitantes vieram para a Feira do Livro de Leipzig. O número de expositores cresceu para 2.635. Aproximadamente 104.000 pessoas visitaram também a Manga-Comic-Convention. O país homenageado foi a Romênia.
| Data                     | Expositores                                             | Países | Visitantes Feira do Livro de Leipzig & Festa da Leitura Leipzig liest | Visitantes Feira do Livro de Leipzig | Visitantes Manga-Comic-Convention | Público especializado | País homenageado/ Tema         |
| ------------------------ | ------------------------------------------------------- | ------ | --------------------------------------------------------------------- | ------------------------------------ | --------------------------------- | --------------------- | ------------------------------ |
| 12 a 16 de março de 2008 | 2.345                                                   | 39     |                                                                       | 129.000                              | –                                 |                       | Croácia                        |
| 11 a 15 de março de 2009 | 2.135                                                   | 38     |                                                                       | 147.000                              | –                                 |                       |                                |
| 17 a 21 de março de 2010 | 2.071                                                   | 39     |                                                                       | 157.000                              | –                                 | 45.000                |                                |
| 16 a 20 de março 2011    | 2.150                                                   | 36     |                                                                       | 163.000                              | –                                 | 45.000                | Sérvia                         |
| 15 a 18 de março de 2012 | 2.071                                                   | 44     |                                                                       | 163.500                              | –                                 |                       |                                |
| 14 a 17 de março de 2013 | 2.069                                                   | 43     |                                                                       | 168.000                              | –                                 | 50.000                |                                |
| 13 a 16 de março de 2014 | 2.194 destes, 167 na Manga-Comic-Convention             | 42     | 237.000                                                               | 175.000                              | 89.000                            |                       | Suíça                          |
| 12 a 15 de março de 2015 | 2.263 destes, 284 na Manga-Comic-Convention             | 42     | 251.000                                                               | 186.000                              | 93.000                            | 54.800                | 1965 a 2015: Alemanha – Israel |
| 17 a 20 de março de 2016 | 2.250 destes, 270 na Manga-Comic-Con                    | 42     | 260.000                                                               | 195.000                              | 96.000                            |                       |                                |
| 23 a 26 de março de 2017 | 2.439 destes, 294 na Manga-Comic-Con[carece de fontes?] | 43     | 285.000                                                               | 208.000                              | 105.000                           | 56.500                | Lituânia                       |
| 15 a 18 de março de 2018 | 2.635 destes, 330 na Manga-Comic-Con[carece de fontes?] | 46     | 271.000                                                               | (a)                                  | 104.000                           |                       | Romênia                        |
| 21 a 24 de março de 2019 | 2.547 destes, 351 na Manga-Comic-Con                    | 46     | (b)                                                                   | (b)                                  | 104.000                           |                       | República Tcheca               |

(a) 2018: Retorno repentino do inverno e caos no trânsito levaram a um público inferior ao de 2017.
(b) 2019: Os números para o público no pavilhão de exposições não foram fornecidos separadamente. Foram divulgados os números totais do público da Feira e dos participantes da Festa da Leitura Leipzig liest. Grande parte dos cerca de 3.600 eventos da Festa da Leitura Leipzig liest (sessões de leitura, conversas com autores etc) aconteceram pavilhão de exposições.